# Prisión de Helsinki
La Prisión de Helsinki (en finés: Helsingin vankila) también conocida como Prisión de Sörnäinen (anteriormente conocida como la Prisión Central de Helsinki) es una prisión ubicada en el distrito de Kalasatama en la ciudad de Helsinki, la capital del país europeo de Finlandia, en 1881 se abrió para todas las personas internadas que habían recibido una sentencia de al menos un año. Por el momento, es la única prisión que opera en Helsinki después de que la cárcel de Katajanokka se trasladó a Vantaa.